# Kees Bastiaans
Cornelis Bernardus (Kees) Bastiaans (Mill, 20 november 1909 - aldaar, 31 maart 1986) was een Nederlands kunstschilder. Hij was een expressionist met een vaak religieus thema of het dorpsleven in Mill in zijn werk. Zijn werk Familieportret (1949) is tentoongesteld in het Noordbrabants Museum te 's-Hertogenbosch, als onderdeel van de permanente tentoonstelling Het Verhaal van Brabant.

## Biografie
Bastiaans is geboren in het Brabantse dorp Mill in het Land van Cuijk aan de Noordelijke rand van de Peel. Hij is het achtste kind van Toon Bastiaans en Wilhelmina van Dijk. In totaal kreeg het echtpaar vijf dochters en zes zonen. Zijn vader was kramer van beroep en verkocht pennen aan huis. Hij kreeg de bijnaam Toon Pen. Later zou hij in Mill een winkel in galanterieën openen. Hij verkocht luxe en huishoudelijke artikelen. Lokaal stond de winkel bekend als het warenhuis van Mill.
Op jonge leeftijd toonde Bastiaans al aanleg te hebben voor tekenen en wilde graag kunstenaar worden. Mill was een traditioneel boerengemeenschap waar men weinig op had met beeldende kunst. Een echt vak leren moest Bastiaans. Bij de Millse architect Herman van Strijp volgde hij vier jaar lang lessen in bouwkundig tekenen. Hij werkte ook als schildersknecht in Mill en Wanroij. In 1928 vertrok Bastiaans naar 's-Hertogenbosch om eveneens te werken als schildersknecht. In zijn vrije tijd tekende en schilderde hij. Tijdens zijn verblijf nam hij tekenlessen bij Hendrik de Laat. De karakters van de twee botsten en al snel kwam er een einde aan de lessen. Hij zou hier twee jaar wonen, om vervolgens in zijn geboortedorp een eigen schildersbedrijf op te richten. Hij was pas twintig jaar oud toen hij zich als huis- en decoratieschilder vestigde.
In 1937 trouwde Bastiaans in Mill met Mien Derks. Zij was de dochter van de lokale bakker Mathijs Derks en Maria Nellissen. Samen kregen zij achttien kinderen. Mien was een echte steun en toeverlaat. Zij gaf hem de ruimte om zijn hart te volgen. In 1939 sloot Bastiaans zijn schildersbedrijf om kunstschilder te worden. Om in een financieel ongunstige tijd en met oorlogsdreiging voor deur zo'n risico te nemen is gedurfd.
In 1939 begon hij aan een opleiding aan de Academie Kunstoefening te Arnhem. Op de Academie kreeg hij les van Gerard van Lerven en Hendrik Valk.

## Werken van Kees Bastiaans (selectie)
Bastiaans heeft in zijn ruim 40-jarig kunstenaarschap tussen de 3.000 en 4.000 schilderijen gemaakt. Hij heeft geen overzicht bijgehouden van de door hem gemaakte schilderijen. Dus precieze aantal is onbekend. Daarnaast is er nog een omvangrijk oeuvre aan aquarellen, linosneden, pentekeningen en etsen. Bastiaans was een zeer productief kunstenaar.

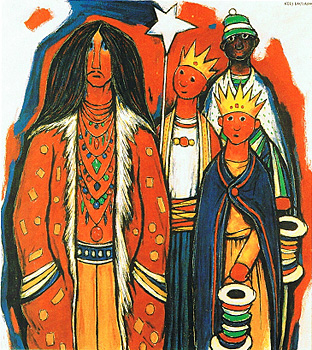
'Driekoningen' (jaren 60)
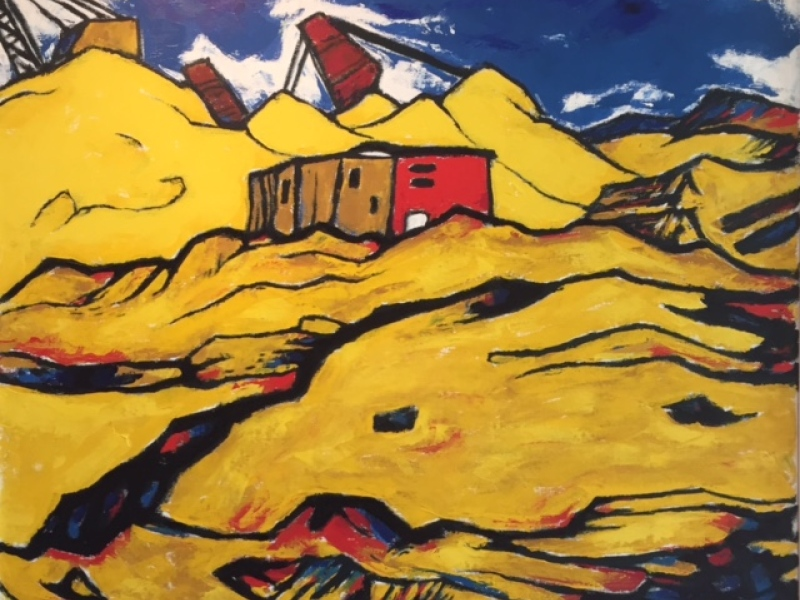
Zandafgraving 'De Kuilen' in Mill
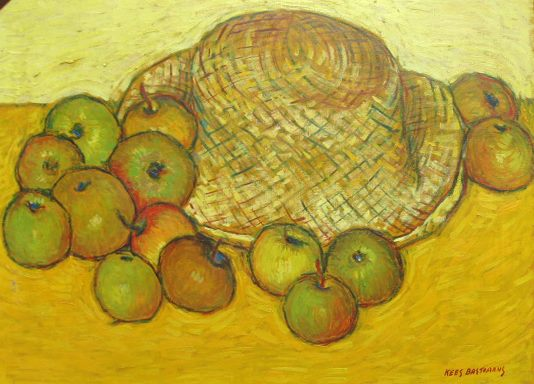
Stilleven met rieten hoed en appels
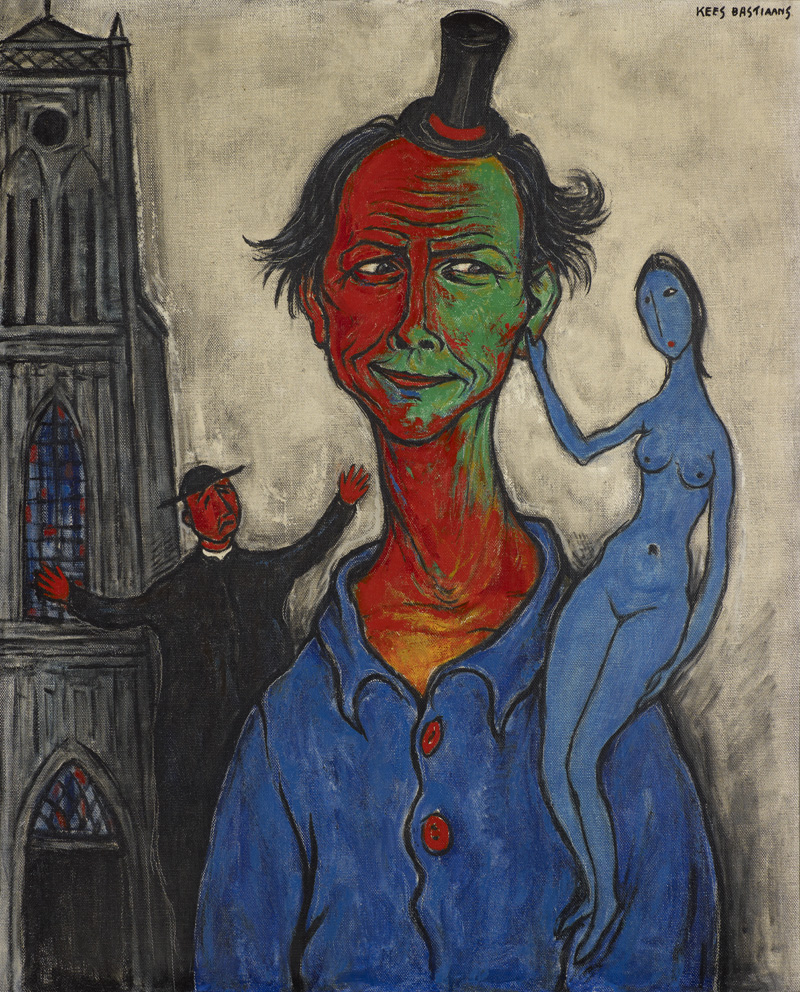
Zelfportret met St. Willibrorduskerk op achtergrond

## Werk in openbare collecties (selectie)
- Noordbrabants Museum, 's-Hertogenbosch
- Gemeentehuis, Mill, katten (buitengevel)[1] en wandkleed (ontwerp, raadszaal)
- Cultureel Centrum Myllesweerd, Mill, mozaïekwand[2]
- Sint-Willebrorduskerk, Mill, glas-in-loodraam
- Mariakapel Domicanenstraat, Langenboom, Maria beeld

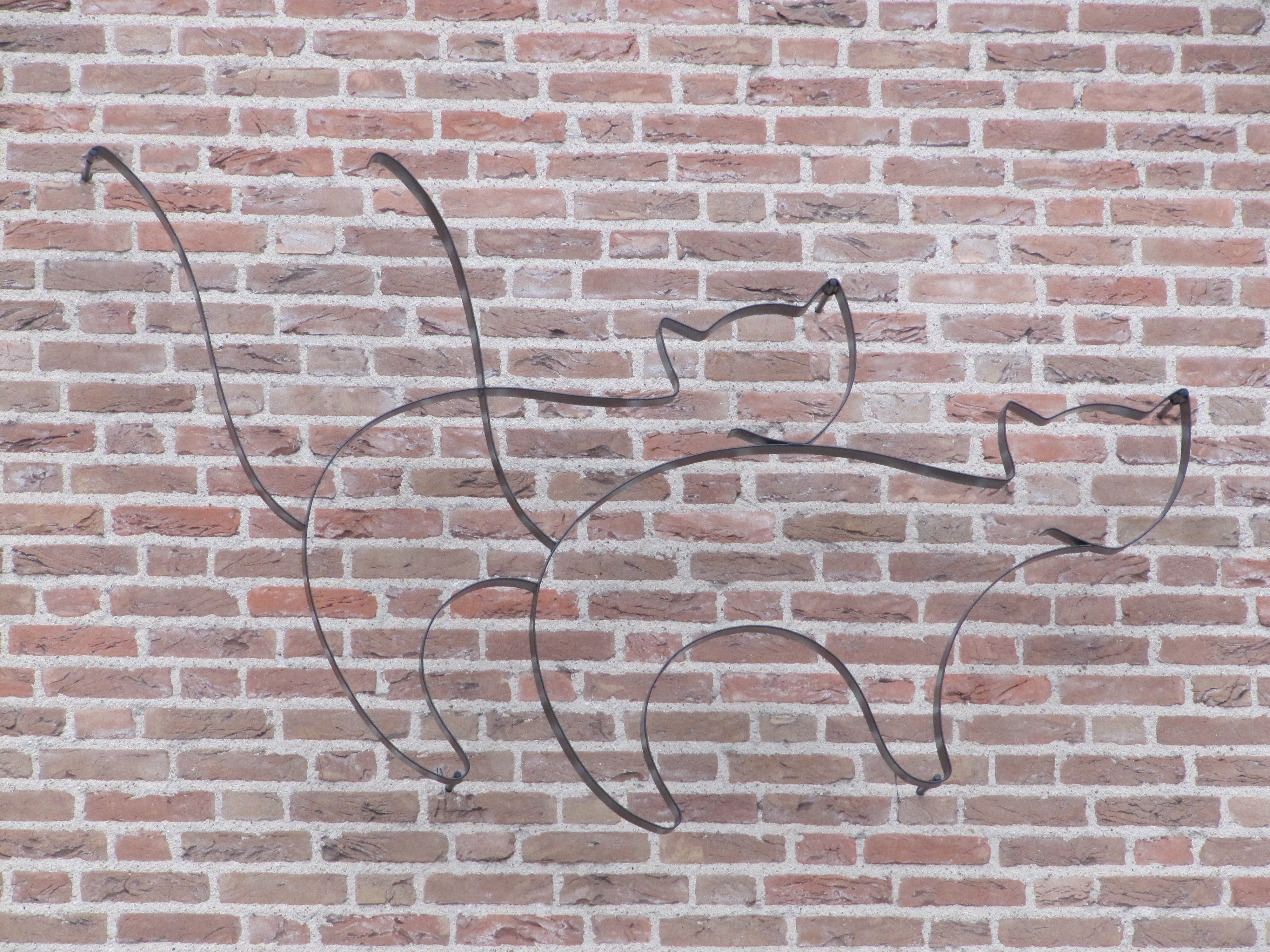
'Twee katten' op gevel van het gemeentehuis te Mill
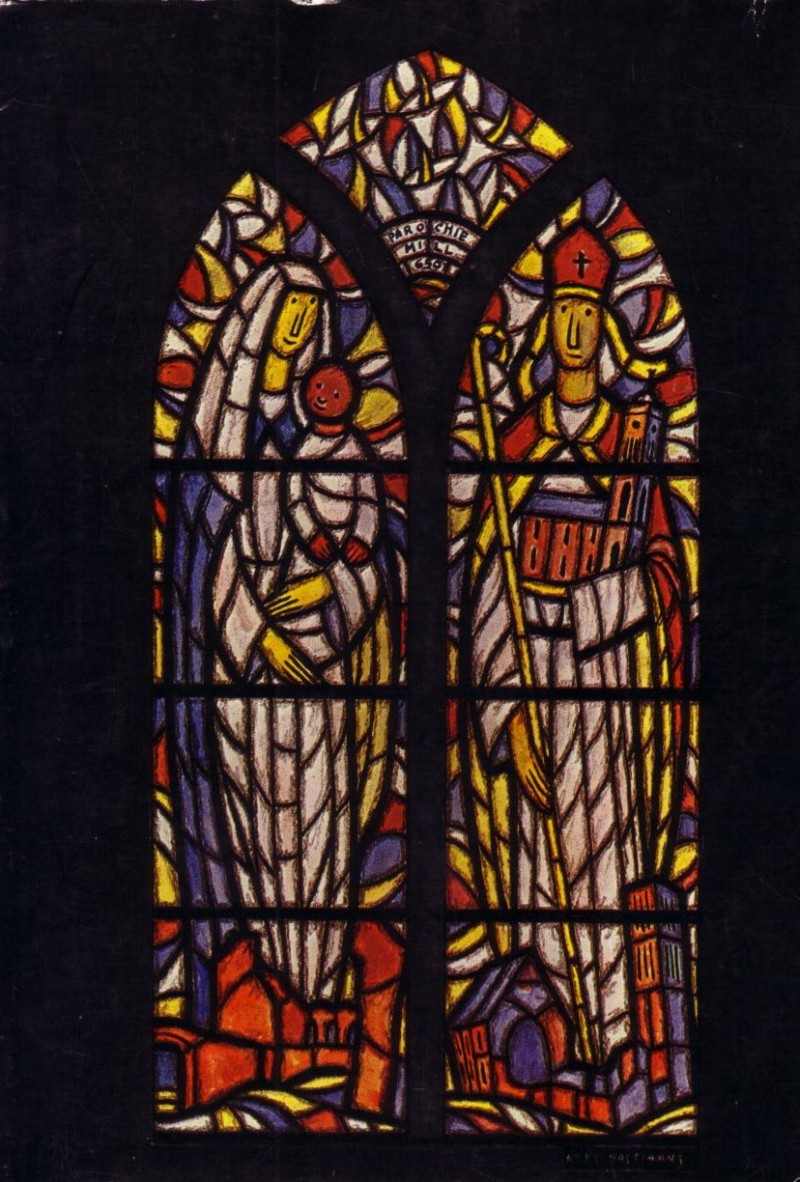
Glas-in-loodraam Sint-Willibrorduskerk te Mill
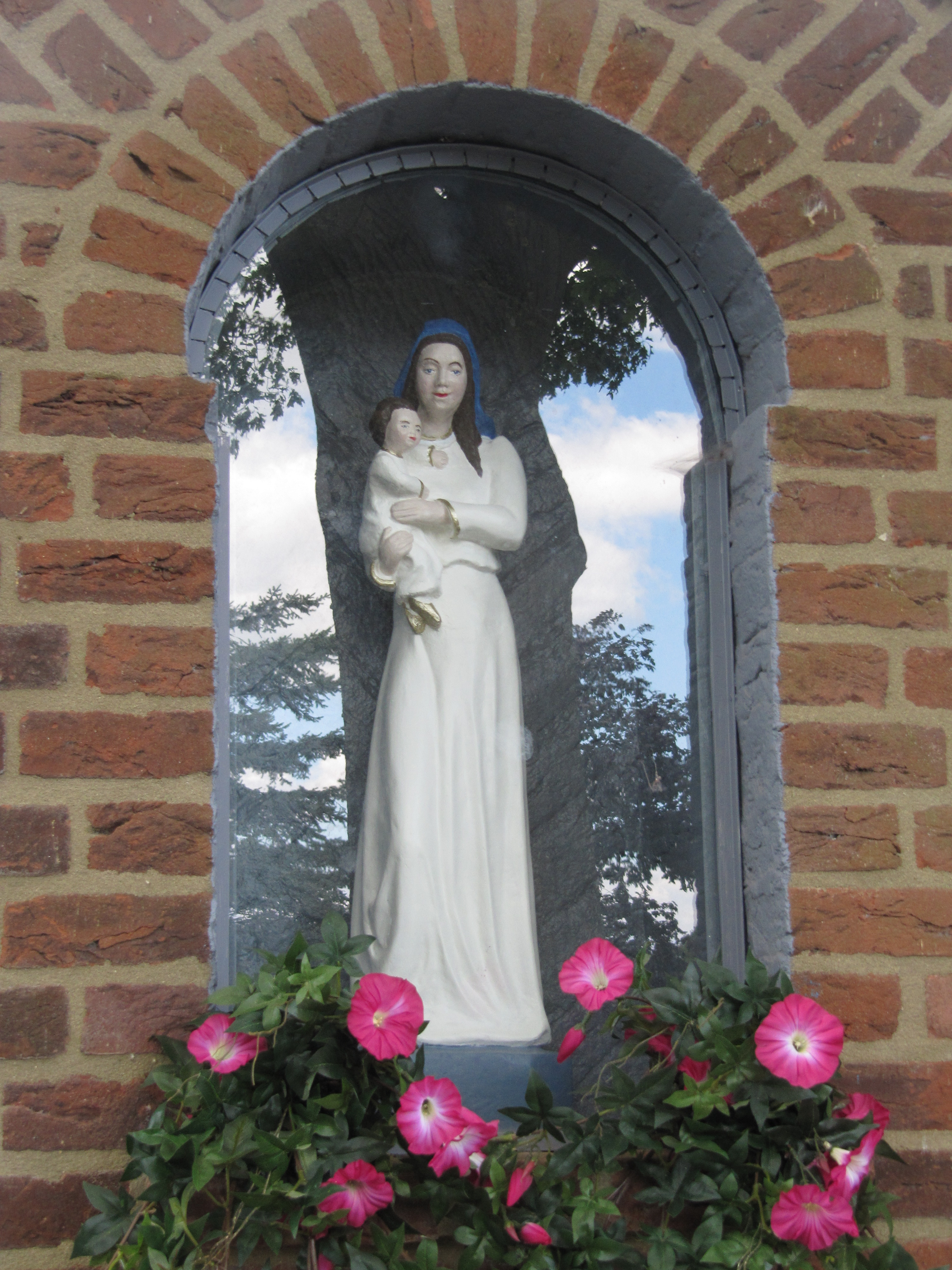
'Heilige Maria' in kapel Domicanenstraat te Langenboom

## Tentoonstellingen (selectie)
- Duotentoonstelling met Sjef van Schaijk Kunsthandel W. van der Sommen te Helmond, februari 1943
- Reisindrukken van Nederlandse kunstenaars te gast in Frankrijk in Centraal Museum te Utrecht, van 10 t/m 28 februari 1951 (reizende groepstentoonstelling)[3]
- Solotentoonstelling in Noordbrabants Museum te 's-Hertogenbosch, april 1954
- Solotentoonstelling in gemeentehuis te Someren, van 19 juni t/m 10 juli 1955
- Solotentoonstelling in De Krabbedans te Eindhoven, februari 1960
- Solotentoonstelling in De Beyerd te Breda, maart/april 1960
- Groepstentoonstelling in De Kuyl te Bilthoven, december 1961 (kerstexpositie)
- Solotentoonstelling in De Kuyl te Bilthoven, maart/april 1962
- Solotentoonstelling in De Berenkuil te Bussum, mei/juni 1965
- Solotentoonstelling in 't Meyhuis te Helmond, oktober 1966
- Kees Bastiaans, Hommage in Galerie Bastiaans te Boxmeer, 1986
- Kees Bastiaans. Geloof in alledag in Weijerskapel te Boxmeer, van 15 december 2001 t/m 13 januari 2002
- Kunstroute Mill in Kasteel Tongelaar te Mill, op 28 en 29 september 2002 (groepstentoonstelling diverse locaties gemeente Mill en St. Hubert)
- Een Brabantse verzameling in Abdij Mariënkroon te Nieuwkuijk, van 12 april t/m 12 mei 2008[4]
- Solotentoonstelling in Cultureel Centrum Myllesweerd te Mill, mei 2014[5]
- Kees Bastiaans. Het leven was mooi in Museum Jan Heestershuis te Schijndel, 12 juli t/m 2 oktober 2016[6]